# Polizeiruf 110: Bis dass der Tod euch scheidet
Bis dass der Tod euch scheidet ist ein deutscher Kriminalfilm von Elsa Kern aus dem Jahr 2006. Es ist die 278. Folge innerhalb der Filmreihe Polizeiruf 110 und der 32. Fall für Schmücke und Schneider.

## Handlung
Andrea und Michael Granzkow verlassen frisch vermählt das Standesamt von Dessau und laufen glücklich durch den Stadtpark. Plötzlich erscheint ein maskierter Mann und erschießt den Bräutigam gezielt mit zwei Schüssen aus einer Pistole. Der Rentner Egon Rotte, der alles miterleben musste, bekommt vor Schreck einen Herzanfall und muss in die Klinik gebracht werden, sodass er als Zeuge vorerst ausfällt. Schmücke und Schneider, die eine Diät machen, werden verständigt und nehmen sich des Mordfalls an dem Bauunternehmer an, der allem Anschein nach ein Raubmord gewesen ist.
Noch am selben Tag kauft ein junger Mann mit Granzkows Kreditkarte in einem Elektronikmarkt ein. Anhand von Überwachungsaufnahmen an der Kasse kann der vorbestrafte Burkhard Senft identifiziert werden. Nachdem er festgenommen wurde, erklärt er, dass er die Kreditkarte in einem Müllcontainer gefunden habe. Seine Angaben klingen schlüssig, aber der angegebene Container am Waldrand ist frisch geleert worden. Eine erweiterte Suche in der zuständigen Entsorgungsfirma bringt Erfolg, und die zu der Kreditkarte gehörende Brieftasche kann gefunden werden; die Waffe und der Mantel des Täters werden nach aufwendiger Suche mit Spürhunden im Wald gefunden und sichergestellt.
Als Andrea Granzkow nach dem ersten Schock befragt werden kann, bringt das die Kommissare jedoch nicht viel weiter. In Granzkows Firma ist man schockiert über das Geschehene. Auf die Frage nach eventuellen Feinden fällt dem Stellvertreter Sven Eckart ein Verkehrsunfall ein, in den sein Chef verwickelt war und bei dem eine Christina Ahrend schwer verletzt wurde. Obwohl Granzkow in allen Punkten freigesprochen wurde, hatte der Ehemann weiterhin schwere Vorwürfe erhoben und ihn bedroht. Daher wird Gerd Ahrend befragt und zu einer Gegenüberstellung gebeten, bei der Andrea Granzkow eine Wertung abgeben soll. Sie kann sich nicht entscheiden und tippt auf einen der beiden korpulenten Herren. Ahrend hat jedoch ein Alibi und Schmücke kann sich zudem nicht erklären, woher Ahrend den genauen Weg hätte wissen sollen, den die Jungvermählten nahmen.
Sven Eckart war der einzige, der die Pläne des Brautpaars kannte. Da er früher eine eigene Baufirma hatte, die von Granzkow „geschluckt“ worden ist, hätte er möglicherweise Grund ihn zu hassen. Während der Ermittlungen wird Heiko Remscheidt, der Bruder von Andrea Granzkow, tot aus der Elbe geborgen. Er wurde erschlagen und dann ins Wasser geworfen. Da Remscheidts Aussage ausschlaggebend dafür war, dass die Klage der Ahrends gegen Granzkow abgewiesen wurde, erhärtet sich der Verdacht gegen Gerd Ahrend. Aber auch Sven Eckarts Alibi hing von Remscheidts Aussage ab, der mit ihm zum Zeitpunkt des Überfalls auf Granzkow zusammen gewesen sein will.
Nachdem der Rentner Egon Rotte befragt werden kann, ergeben sich Widersprüche zu der Aussage von Andrea Granzkow. Bei weiterer Recherche finden die Kommissare heraus, dass Andrea Granzkow noch vor einem halben Jahr mit Sven Eckart liiert war. Als Eckart bemerkt, dass die Polizei ihm auf die Spur gekommen ist, ergreift er die Flucht und fährt ausgerechnet zu Andrea Granzkow. Dort kann er von Schmücke und Schneider aufgegriffen werden, die den beiden Verdächtigen die Indizien präsentieren und sie festnehmen. Blutspuren am Tatort, wo Remscheidt erschlagen wurde, belegen, dass Eckart dort war. Er gesteht die Tat und erklärt, dass er das nicht gewollte habe.

## Hintergrund
Bis dass der Tod euch scheidet wurde am 13. August 2006 im Ersten zur Hauptsendezeit erstmals ausgestrahlt.

## Kritik
Die Kritiker der Fernsehzeitschrift TV Spielfilm vergaben für den „arg konstruierten“ Fall eine mittlere Wertung (Daumen zur Seite) und befanden: „Sehr gemächlich und recht unglaubwürdig“.